# Grammar school

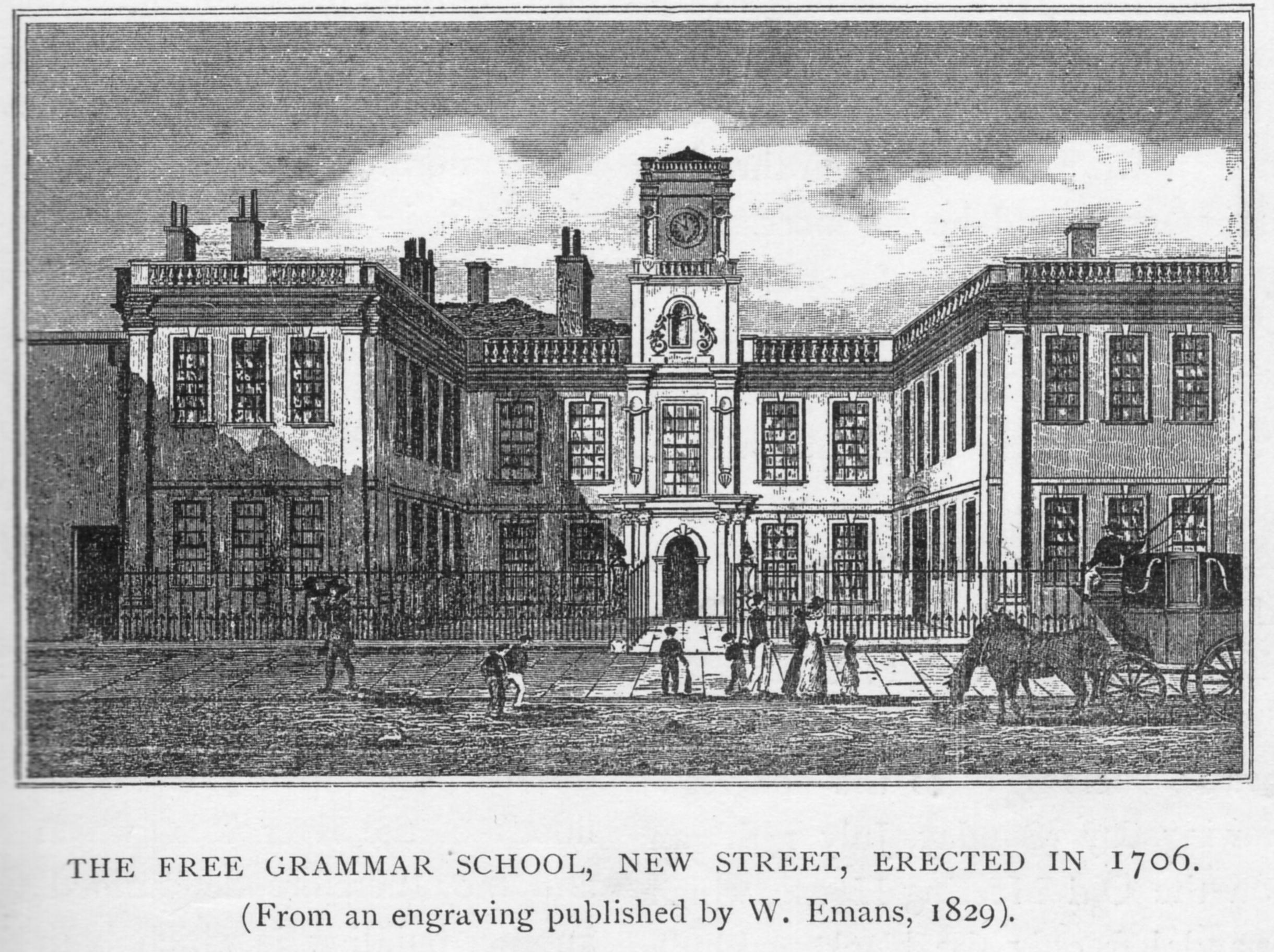
La grammar school de Birmingham en su creación en 1706 (grabado de 1829).

Un grammar school, en el Reino Unido y otros países angloparlantes, es un establecimiento de educación secundaria o, en algunos casos, de nivel primario. Los orígenes de la grammar school se remontan a la Europa medieval.
Las grammar schools se convirtieron en el nivel selectivo del Sistema Tripartito de la educación secundaria oficial de Inglaterra y Gales desde mediados de los 1940s, y más adelante también de Irlanda del Norte. Con la aparición de las escuelas «no selectivas» ("escuelas comprensivas") en los años 60 y 70, algunas grammar schools se volvieron independientes y de pago, mientras que la mayoría fueron abolidas o se hicieron comprensivas. En ambos casos, muchas de estas escuelas guardaron el apelativo de grammar school.
En la actualidad, las grammar schools se refieren a uno de los remanentes de las escuelas oficiales absolutamente selectivas en Gran Bretaña e Irlanda del Norte. Coexisten las campañas a favor de estas escuelas (The National Grammar Schools Association) con las campañas en contra.

## Historia
Originalmente, una grammar school era un tipo de escuela durante la Edad Media en donde se enseñaban lenguas clásicas como latín y griego antiguo. Con el tiempo se fue extendiendo para incluir inglés y otros idiomas europeos, ciencias naturales, matemáticas, historia, geografía, así como otras materias. En la época victoriana tardía, las grammar schools se reorganizaron para ofrecer educación secundaria a lo largo de Inglaterra y Gales; en Escocia existía otro sistema educativo. Las grammar schools también se establecieron en territorios ingleses de ultramar, donde evolucionaron de maneras diversas. 

### Primerasgrammar school
Aunque el término scolae grammaticales no fue de uso corriente hasta el siglo XIV, las primeras escuelas de este tipo aparecieron a principios del siglo VI, en Canterbury y Rochester.
Las escuelas estaban ligadas a catedrales y monasterios, donde se enseñaba latín –el idioma de la Iglesia– a futuros curas y monjes. Ocasionalmente, se agregaban otras materias requeridas para los trabajos religiosos, como música y poesía (para la liturgia), astronomía y matemáticas (para el calendario eclesiástico) y leyes (para la administración).
Con la fundación de las antiguas universidades  del siglo XII, las grammar schools se convirtieron en el punto de entrada a la enseñanza de las artes liberales, donde el latín era visto como el fundamento del trivium. Los pupilos se educaban en las grammar schools hasta la edad de 14 años, pasando luego a una universidad o Iglesia para proseguir sus estudios. Las primeras escuelas independientes de la Iglesia –Winchester College (1382), Oswestry School (1407) y Eton College (1440)– estaban estrechamente ligadas a las universidades; eran internados que permitían la educación de pupilos de toda la nación.
Durante la Reforma anglicana del siglo XVI, la mayoría de las catedrales-escuela se cerraron y fueron reemplazadas con el proceso de la disolución de los monasterios. Este fue el caso de algunos monasterios dominicos antiguos. El rey Eduardo VI de Inglaterra hizo importantes contribuciones a las grammar schools al fundar una serie de escuelas durante su reinado, y el rey Jacobo I fundó las Royal Schools en Ulster. En teoría estas escuelas estaban abiertas a todos y ofrecían tutorías gratuitas a quien no pudiera pagarlas. Sin embargo, pocos niños asistían al colegio, siendo su labor económicamente valiosa para sus familias.
Durante la Reforma Escocesa, algunas escuelas de Glasgow y Edimburgo pasaron del control de la Iglesia al de las comunas, que también fundaron sus propias escuelas nuevas. El énfasis estaba puesto en los idiomas, principalmente el latín. En 1755, el Diccionario de Samuel Johnson define una grammar school como «una escuela en donde los idiomas aprendidos se enseñan gramaticalmente». Para esta época, sin embargo, la demanda de estos idiomas había decrecido considerablemente. Una nueva clase comercial requería un lenguaje y áreas de estudio modernos. La mayoría de las grammar schools que se fundaron durante el siglo XVIII también incluían aritmética e inglés. En Escocia, las comunas actualizaron sus instituciones, de manera que no hubo más grammar schools en el sentido referido en el presente artículo, aunque algunas conservaron el nombre (como la Aberdeen Grammar School).

### Grammar schoolsvictorianas
Durante el siglo XIX se aplicaron diversas reformas a las grammar schools, que culminaron con la Ley de 1689 de las Escuelas Dotadas. Las grammar schools se reinventaron como escuelas secundarias académicamente orientadas, siguiendo un currículo literario o científico. Al mismo tiempo, las escuelas nacionales se estaban reorganizando según los lineamientos de las reformas de Thomas Arnold en la Rugby School. Las primeras escuelas para mujeres de preparación a la universidad fueron North London Collegiate School (1850) y Cheltenham Ladies' College.
Durante la época victoriana se ponía mucho énfasis en el desarrollo personal, y los padres deseosos de darles a sus hijos una educación decente organizaban la creación de nuevas escuelas con materias de enseñanza modernas, aunque generalmente permanecían clásicas. Estas nuevas escuelas tendían a emular las grandes escuelas públicas (public schools), copiando su currícula, ethos y ambiciones, y seguidamente tomaban el apelativo de grammar school por razones históricas.

## Grammar schoolsen otros países
- En Australia las grammar schools son generalmente escuelas onerosas. El equivalente de las grammar schools inglesas serían las elective schools.

- En Ontario, Canadá, hasta los años 1870 las grammar schools proveían educación secundaria.

- En Hong Kong, las grammar schools son los establecimientos de enseñanza secundaria que ofrecen un curso tradicional.

## Galería de imágenes

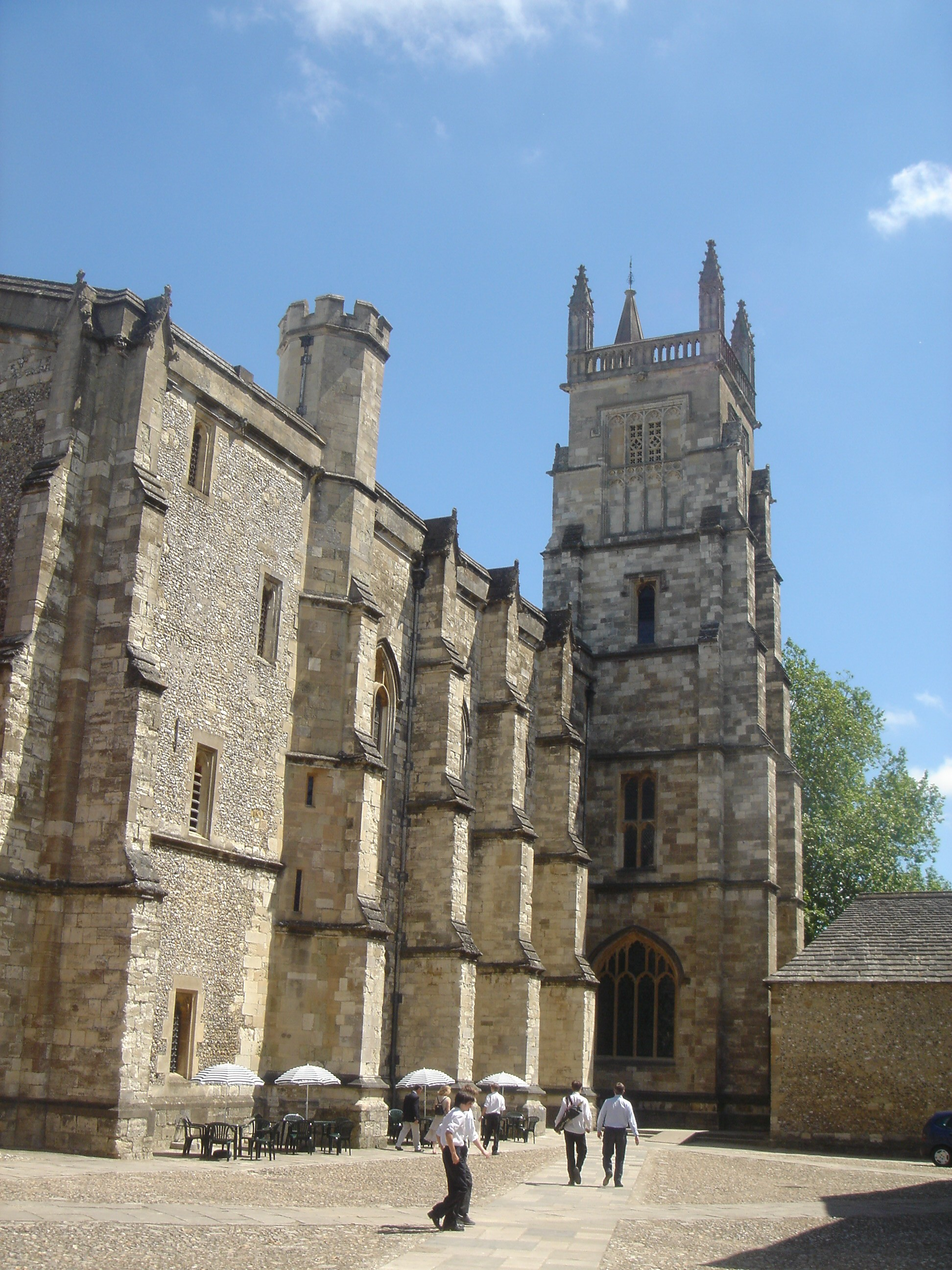
Capilla del Winchester College.
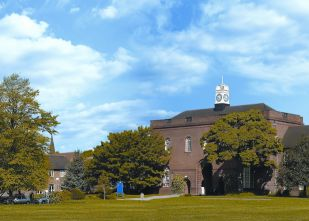
Manchester Grammar School.
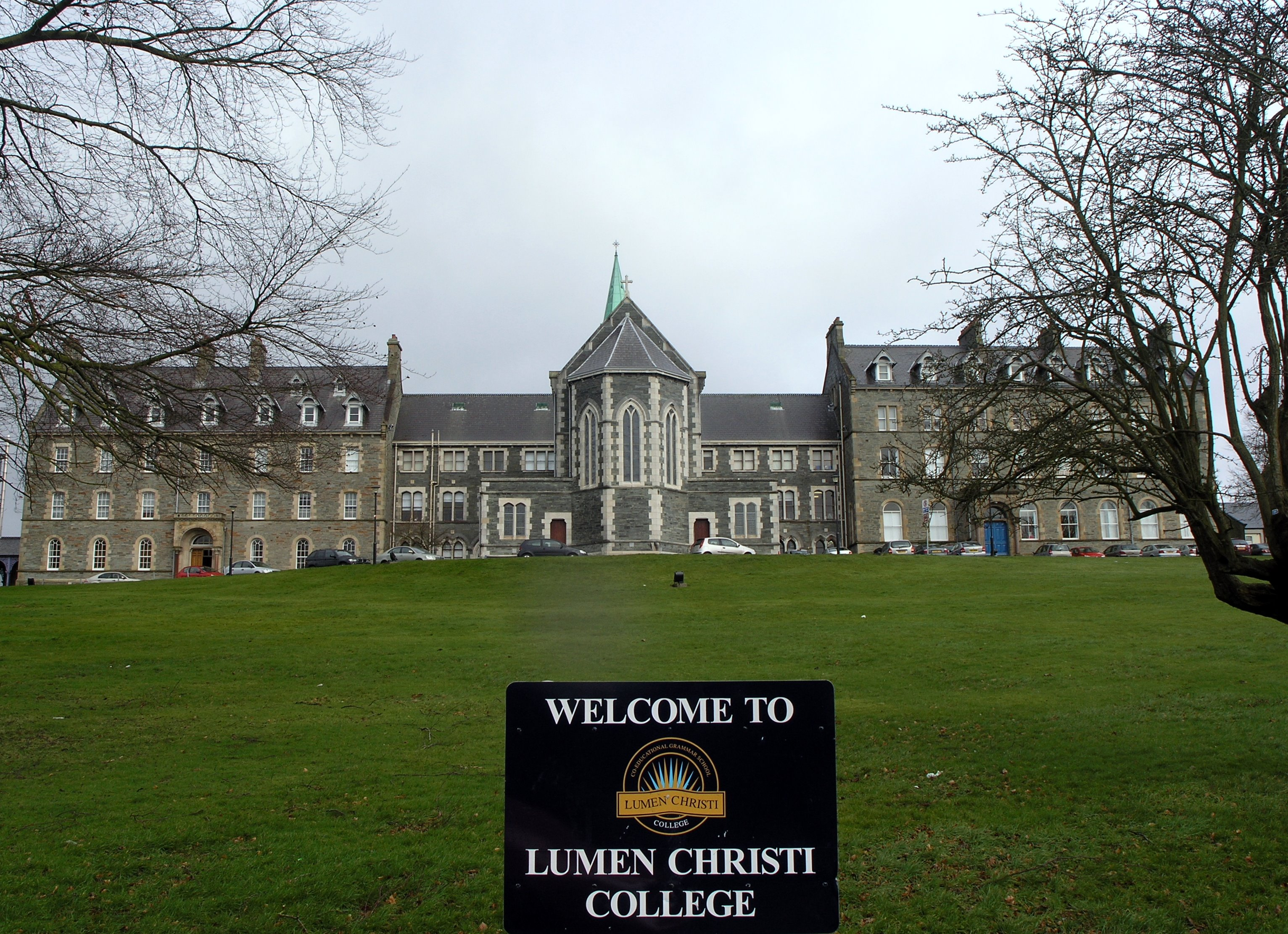
Lumen Christi College, Londonderry.
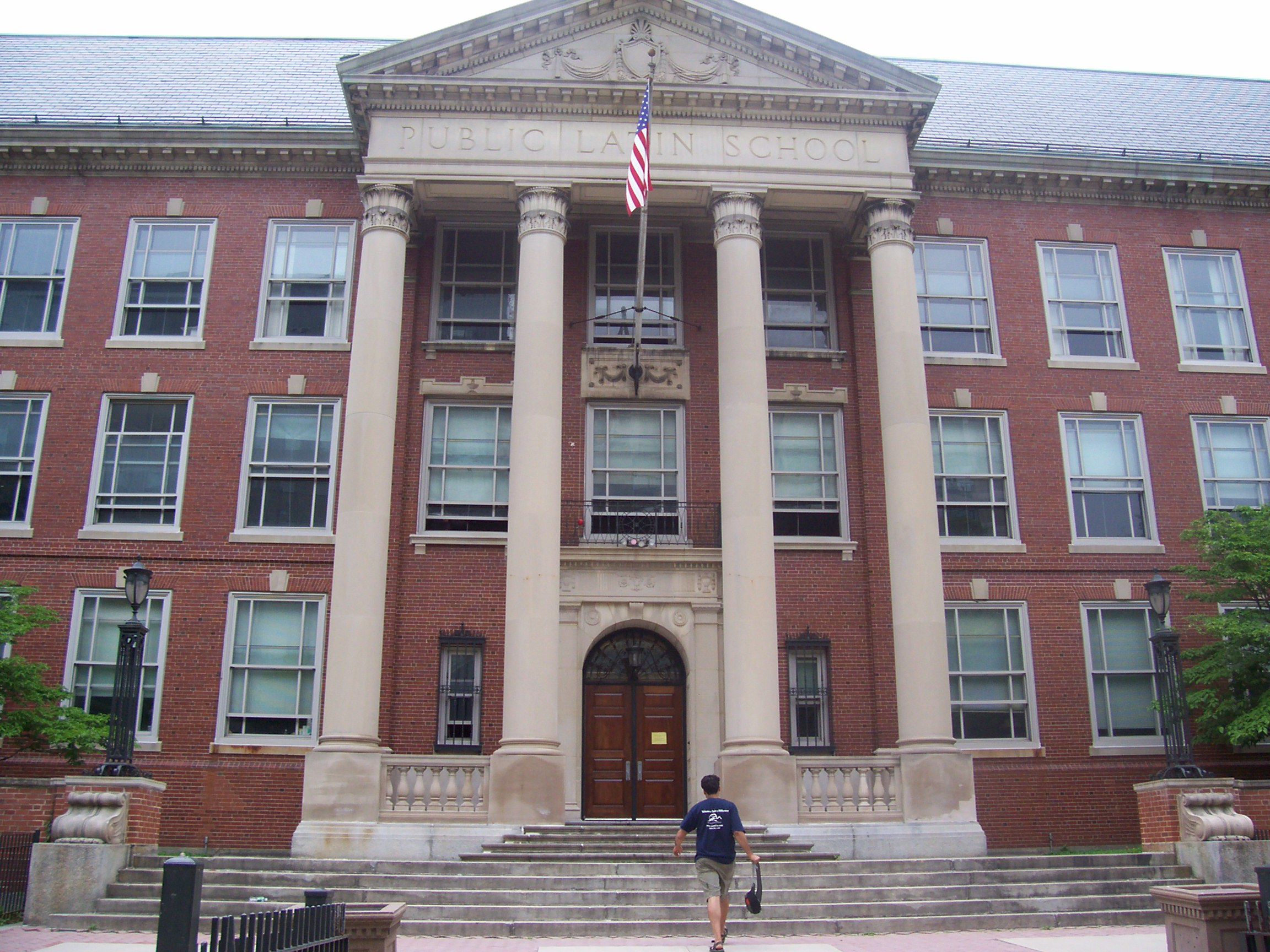
Boston Latin School